# ارو یارنه‌فلت
اریک «ارو» نیکولای یارنه‌فلت (فنلاندی: Erik (Eero) Nikolai Järnefelt؛ ۸ نوامبر ۱۸۶۳ – ۱۵ نوامبر ۱۹۳۷) نقاش و استاد هنر اهل فنلاند بود. وی برادرزنِ آهنگساز برجستهٔ فنلاندی ژان سیبلیوس بود.
شهرت او به‌واسطهٔ نقاشی‌هایش از پارک ملی کولی است. او برنده مدال در نمایشگاه جهانی در سال‌های ۱۸۸۹ و ۱۹۰۰ بود، در دانشگاه هلسینکی هنر تدریس می‌کرد و رئیس آکادمی هنرهای زیبای فنلاند بود.

## گزیدهٔ نقاشی‌ها

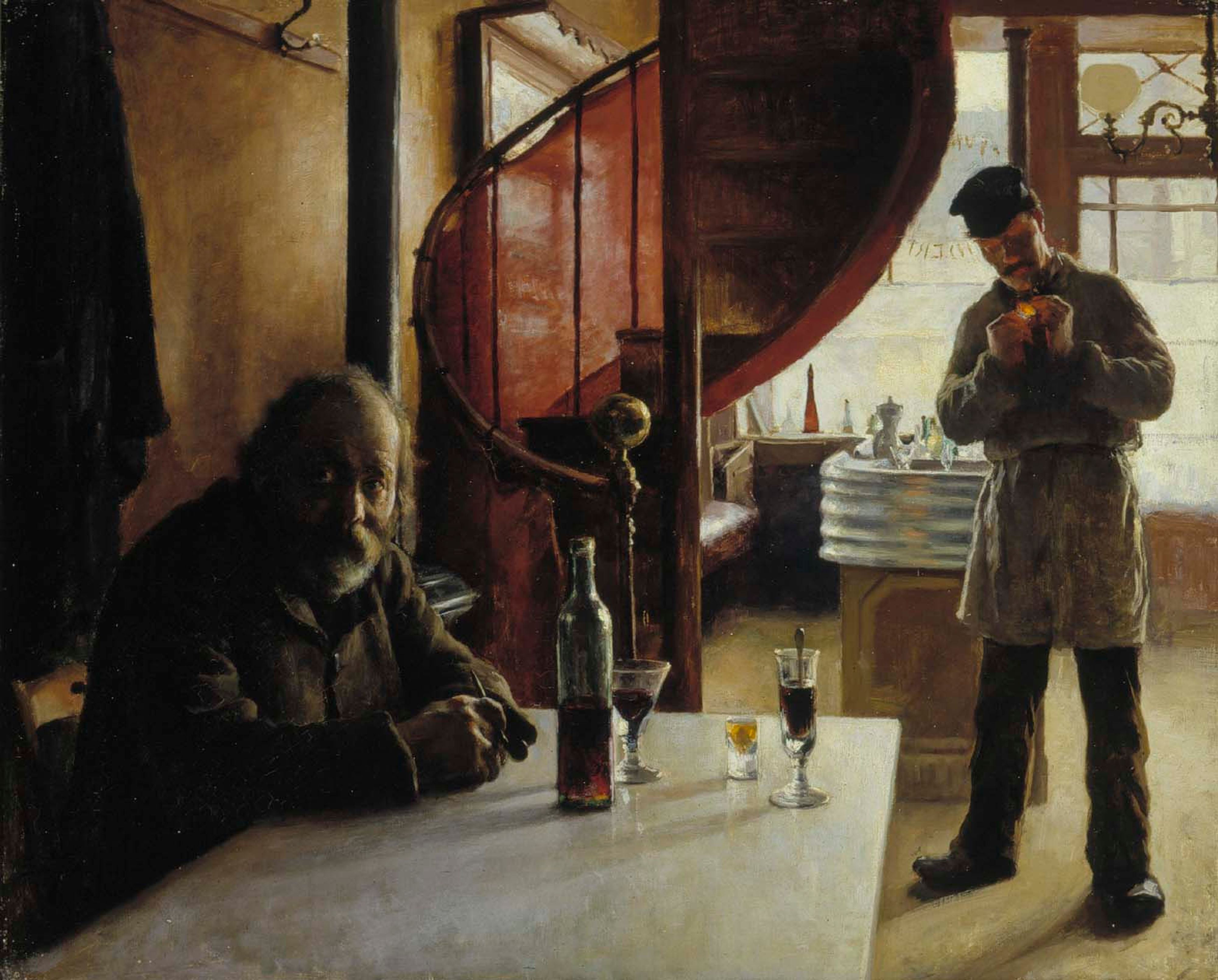
شراب‌سرای فرانسوی (۱۸۸۸)
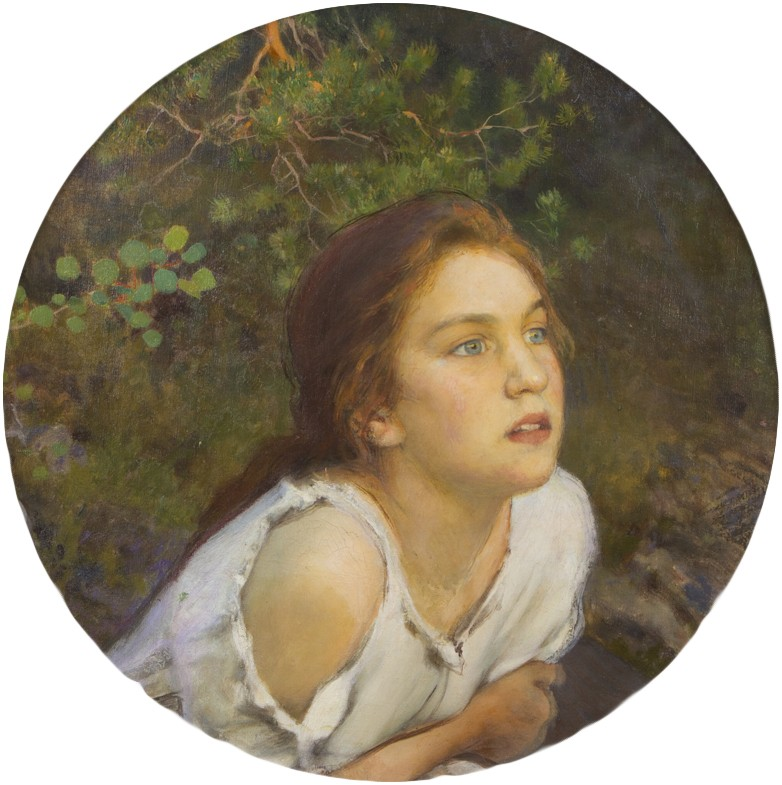
دختر جنگل (۱۸۹۴)
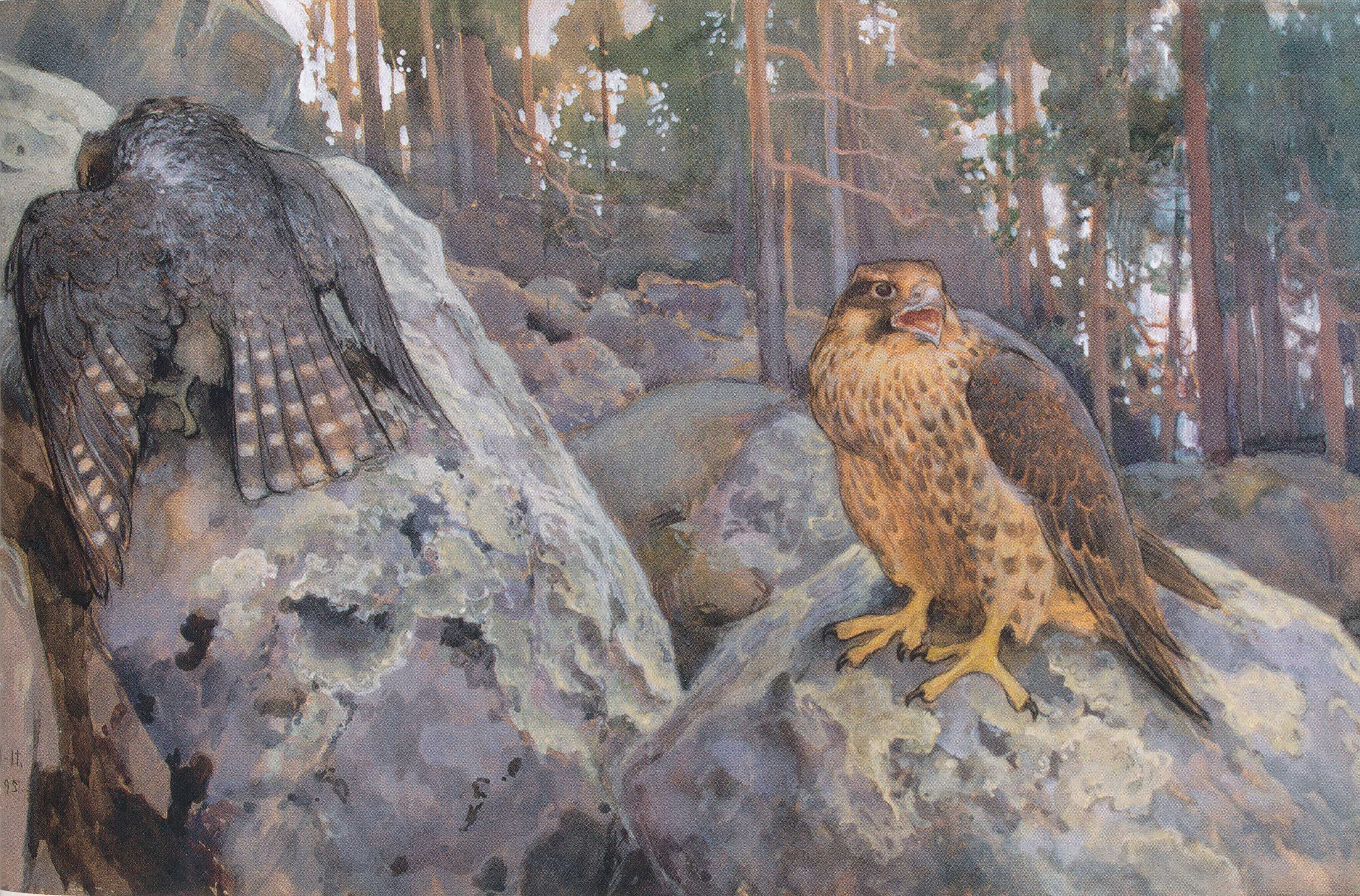
شاهین‌ها در جنگل (۱۸۹۵)
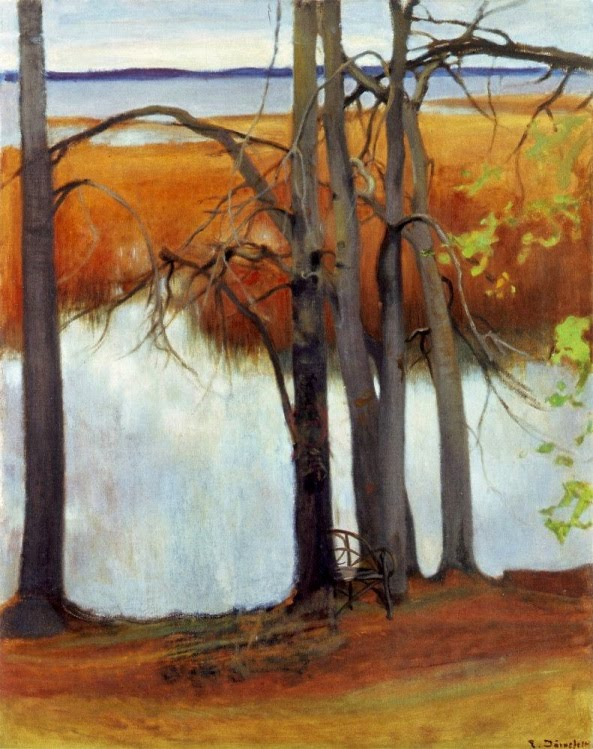
بستری از نی‌ها (۱۹۰۵)
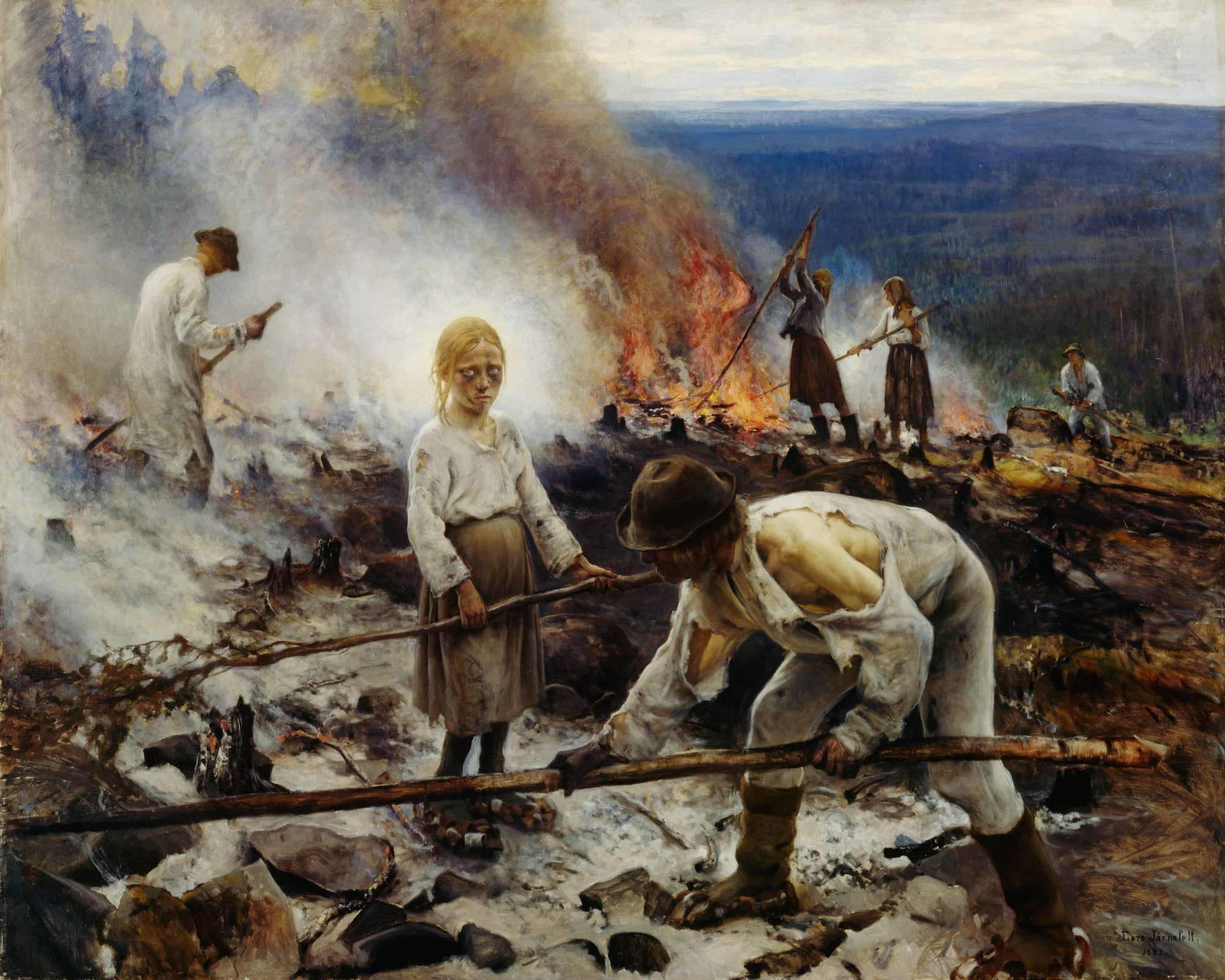
سوزاندن بوته‌های بیشه (۱۸۹۳)
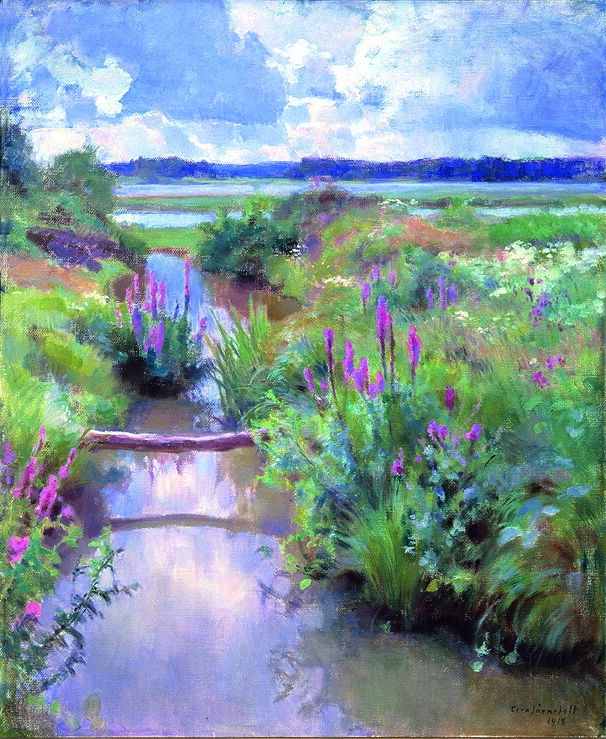
تابستان شکوفا (۱۹۱۸)
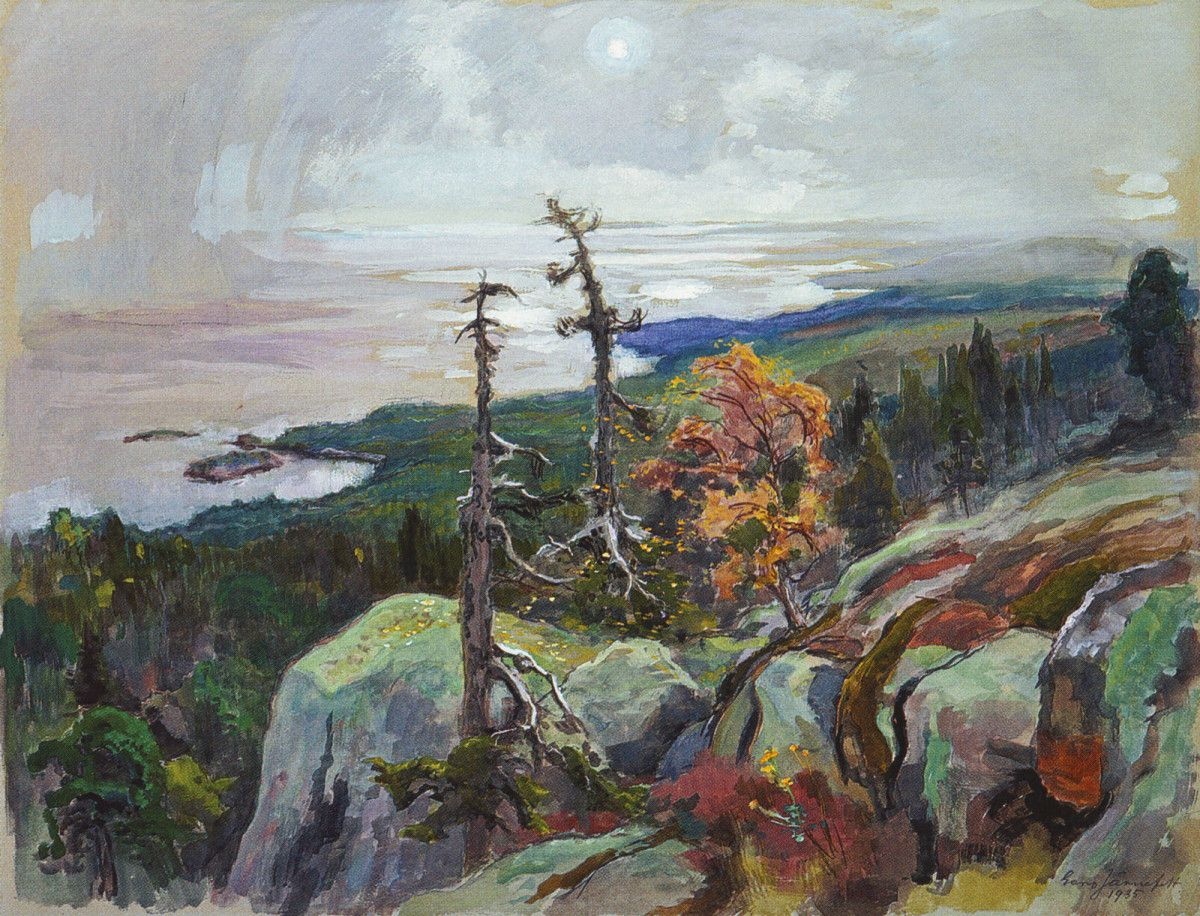
نمایی از کولی (۱۹۳۵)